# Касерес
Касерес (шп. Cáceres) град је који се налази на западу Шпаније, у аутономној заједници Екстремадура и главни је град покрајине Касерес. У Касересу живи око 21% од укупног становништва покрајине.

## Становништво
Према процени, у граду је 2008. живело 92.187 становника.

| 1981.  | 1989.  | 1991.  | 2001.  | 2002.  |
| ------ | ------ | ------ | ------ | ------ |
| 71.852 | 74.589 | 84.319 | 82.034 | 82.716 |

## Партнерски градови
- Нетанја
- Блоа
- Газа
- Сантијаго де Компостела
- Ла Рош сир Јон
- Кастело Бранко
- Порталегре
- Пјано ди Соренто
- Santo Domingo Province
- Quillota Province